# クラマス・インディアン・ドッグ
クラマス・インディアン・ドッグ（英：Klamath-Indian Dog）とは、アメリカ合衆国原産のそり引き用の希少犬種である。ロッキー山脈から西海岸にかけて先住するクラマス族というネイティブ・アメリカンによってのみ飼育されている。
名前が似ているクララム・インディアン・ドッグは別の犬種である。

## 歴史
古くから存在する犬種だが、いつ作りだされたのかなどの生い立ちについては全く資料が残されておらず、謎に包まれている。かつてアメリカに広く分布していたプレーンズ・インディアン・ドッグをクラマス族が独自に改良して誕生した犬種で、コートが厚くなった他、尾を生まれつき短くなるように選択繁殖を行ってそれと区別しやすいように大きな特徴を加えた。
本種は主にそりを引いて主人の移動手段として使われていたが、猟犬として獲物を狩ったり、番犬として集落の見張りを行うのにも使われていた。1860年代にはじめてワスプに発見されて外部に知られるようになったが、その後めったに話題に上ることはなかった。クラマス族の生活に密着した民族専用の犬種で、他地域に渡ったことがほとんどないため、アメリカ国内でもほぼ無名の存在である。各ケネルクラブやFCIへの公認申請も行っていないため、原産国外で本種のことを知る人は非常に少ないといわれている。現在も希少な犬種であるといわれているが、近年の生存状況などははっきり分かっていない。

## 特徴
スピッツタイプの犬種で立ち耳であるが、尾は生まれつき人の手ほどの長さしかない、短い垂れ尾である。その尾にはふさふさした飾り毛が生えている。コートは厚いロングコートで、密度が高く防寒性に優れている。毛色はブラウン・アンド・ホワイトなどがある。体つきは筋肉質で引き締まっていて、力が強く体力がある。中型犬サイズで、性格は忠実で従順、気質は安定している。

## 参考
『デズモンド・モリスの犬種事典』デズモンド・モリス著書、福山英也、大木卓訳 誠文堂新光社、2007年